# Latin Extended-C
Latin Extended-C è un blocco Unicode. È costituito dai 32 caratteri compresi nell'intervallo U+2C60-U+2C7F.
Contiene caratteri latini per lingue minoritarie. Nel blocco sono presenti le lettere claudiane.

## Tabella compatta di caratteri

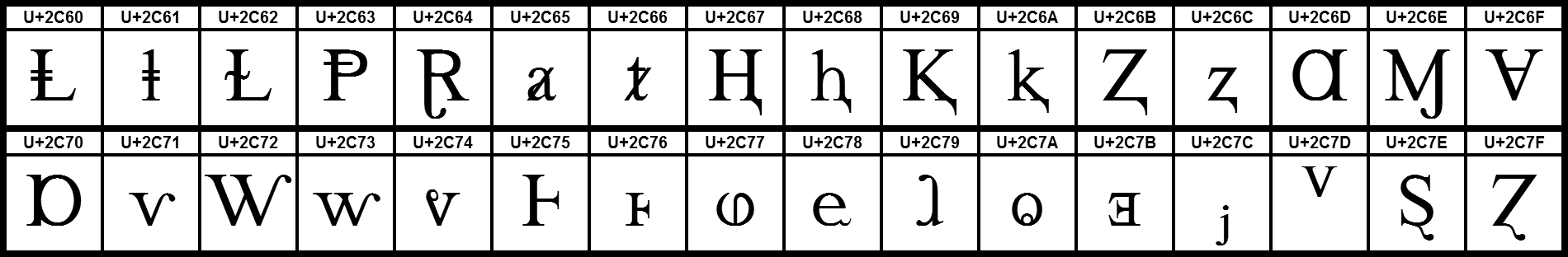
Latin Extended-C

|     | 0 | 1 | 2 | 3 | 4 | 5 | 6 | 7 | 8 | 9 | A | B | C | D | E | F |
| --- | - | - | - | - | - | - | - | - | - | - | - | - | - | - | - | - |
| 2C6 | Ⱡ | ⱡ | Ɫ | Ᵽ | Ɽ | ⱥ | ⱦ | Ⱨ | ⱨ | Ⱪ | ⱪ | Ⱬ | ⱬ | Ɑ | Ɱ | Ɐ |
| 2C7 | Ɒ | ⱱ | Ⱳ | ⱳ | ⱴ | Ⱶ | ⱶ | ⱷ | ⱸ | ⱹ | ⱺ | ⱻ | ⱼ | ⱽ | Ȿ | Ɀ |